# 铺散亚菊
铺散亚菊（学名：Ajania khartensis）是菊科亚菊属的植物。分布在印度、俄罗斯以及中国大陆的青海、云南、宁夏、西藏、四川、甘肃等地，生长于海拔2,500米至5,300米的地区，一般生长在山坡，目前尚未由人工引种栽培。